# Hôtel de la Caisse d'épargne de Mazamet
L'hôtel de la Caisse d'épargne est un bâtiment du début du XXe siècle situé à Mazamet, en France. Il a autrefois accueilli un établissement bancaire, pour lequel il a été construit.

## Situation et accès
L'édifice est situé au no 5 du boulevard de Lattre-de-Tassigny, à  Mazamet, et plus largement au sud du département du Tarn.

## Histoire

### Contexte
Avant cet hôtel, les bureaux de la Caisse d'épargne se trouvent à l'hôtel Barbey sis 1 rue de l'Arnette.

### Concours
À la fin de 1902, un concours pour la construction d'un hôtel de la Caisse d'épargne est ouvert jusqu'au 31 janvier à tous les architectes de l'arrondissement de Castres.